# داره رش محمد سلطان (مقاطعة دالاهو)
داره‌رش محمدسلطان (بالفارسية: داره‌رش محمدسلطان) هي قرية تقع في كرمانشاه في إيران. يقدر عدد سكانها بـ 251 نسمة .